# Yūki Nakashima (Fußballspieler)
Yūki Nakashima (japanisch 中島 裕希 Nakashima Yūki; * 16. Juni 1984 in Takaoka, Präfektur Toyama) ist ein japanischer Fußballspieler.

## Karriere
Nakashima erlernte das Fußballspielen in der Schulmannschaft der Toyama Daiichi High School. Seinen ersten Vertrag unterschrieb er 2003 bei den Kashima Antlers. Der Verein spielte in der höchsten Liga des Landes, der J1 League. 2003 erreichte er das Finale des J.League Cup. Für den Verein absolvierte er 23 Erstligaspiele. 2006 wechselte er zum Zweitligisten Vegalta Sendai. 2009 wurde er mit dem Verein Meister zweiten Liga und stieg in die erste Liga auf. Für den Verein absolvierte er 181 Ligaspiele. 2012 wechselte er zum Zweitligisten Montedio Yamagata. 2014 erreichte er das Finale des Kaiserpokal. Am Ende der Saison 2014 stieg der Verein in die erste Liga auf. Für den Verein absolvierte er 148 Ligaspiele. 2016 wechselte er zum Zweitligisten FC Machida Zelvia. Am Ende der Saison 2023 feierte er mit Machida die Meisterschaft und den Aufstieg in die erste Liga.

## Erfolge
Kashima Antlers
- Japanischer Ligapokalfinalist: 2003

Vegalta Sendai
- Japanischer Zweitligameister: 2009  ▲

Montedio Yamagata
- Japanischer Pokalfinalist: 2014

FC Machida Zelvia
- Japanischer Zweitligameister: 2023  ▲